# (5355) Akihiro
(5355) Akihiro es un asteroide perteneciente al cinturón de asteroides, descubierto el 3 de febrero de 1991 por Seiji Ueda y el astrónomo Hiroshi Kaneda desde el Kushiro Marsh Observatory, Hokkaido, Japón.

## Designación y nombre
Designado provisionalmente como 1991 CA. Fue nombrado Akihiro en honor a Akihiro Ueda, hijo del astrónomo Seiji Ueda.

## Características orbitales
Akihiro está situado a una distancia media del Sol de 2,311 ua, pudiendo alejarse hasta 2,698 ua y acercarse hasta 1,924 ua. Su excentricidad es 0,167 y la inclinación orbital 0,744 grados. Emplea 1283,93 días en completar una órbita alrededor del Sol.

## Características físicas
La magnitud absoluta de Akihiro es 13,1. Tiene 5,75 km de diámetro y su albedo se estima en 0,37. 